# Fackel-Ingwer
Der Fackel-Ingwer (Etlingera elatior), auch Ingwerblume, Rote Ingwerlilie, Fackellilie, Wilder Ingwer oder Philippinische Wachsblume genannt, ist eine Pflanzenart aus der Gattung Etlingera innerhalb der Familie der Ingwergewächse (Zingiberaceae). Sie wird angebaut und vielseitig verwendet.

## Beschreibung

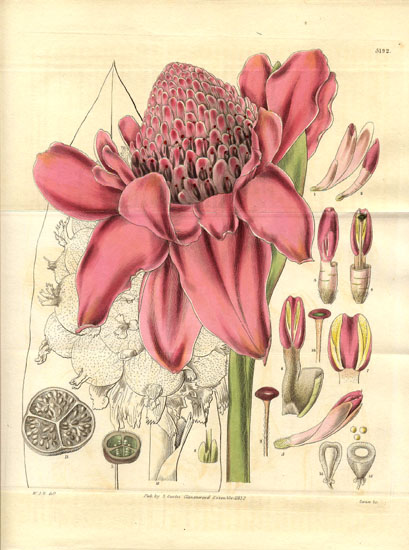
Illustration aus Curtis’s botanical magazine …, London 1832, Vol. 59, Tafel 3192

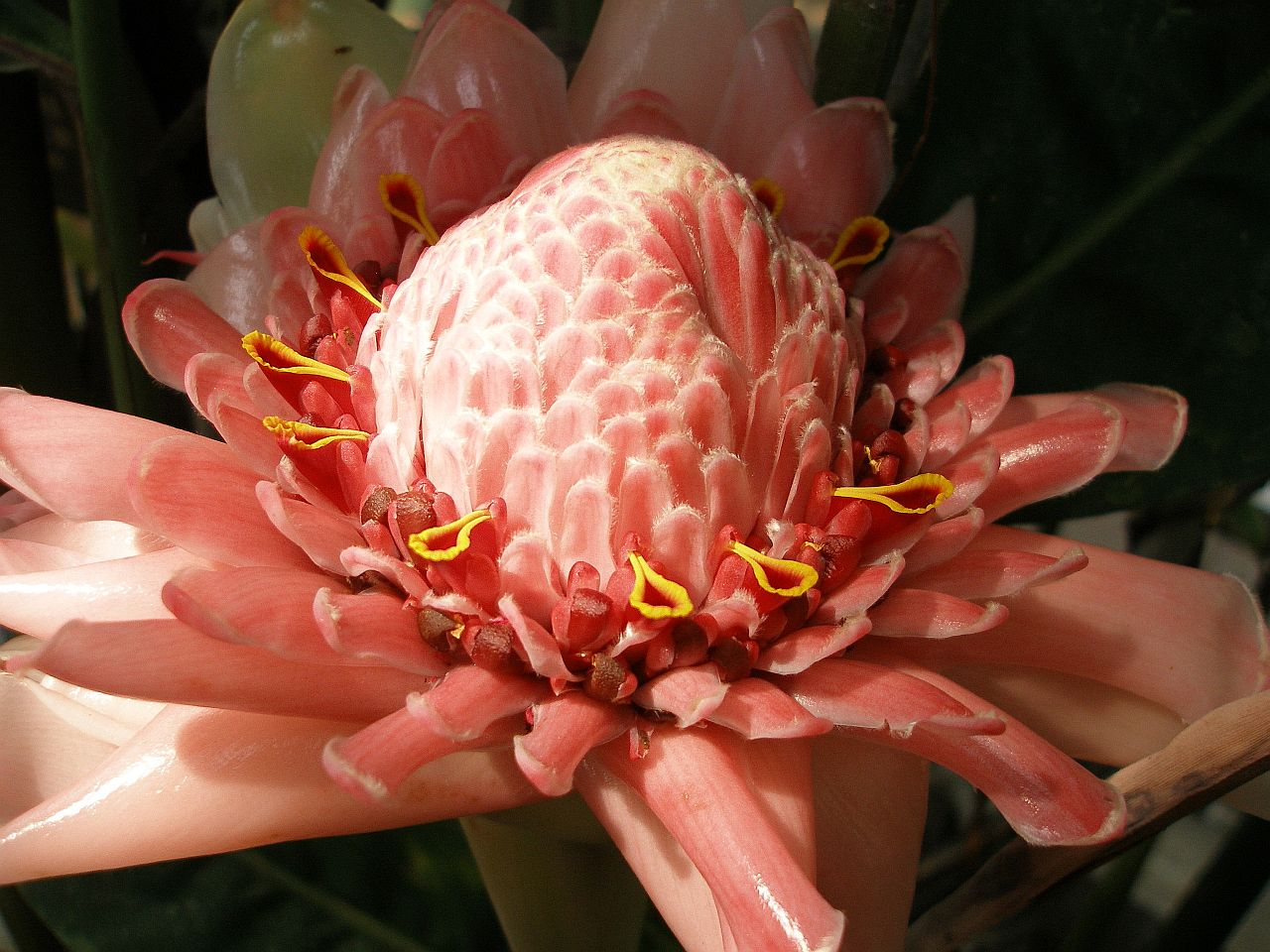
Blütenstand von der Seite

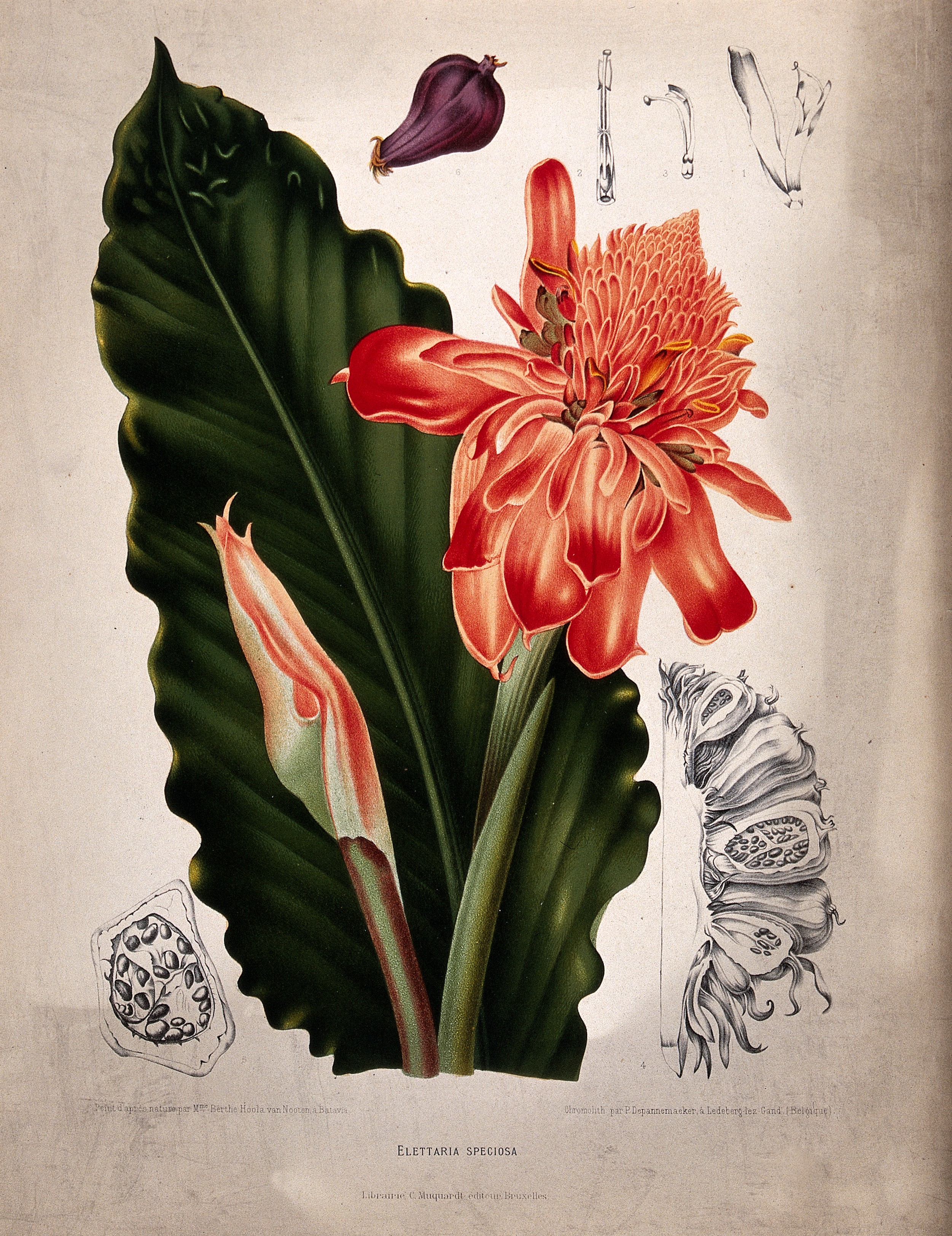
Illustration: Chromolithographie von P. Depannemaeker, etwa 1885

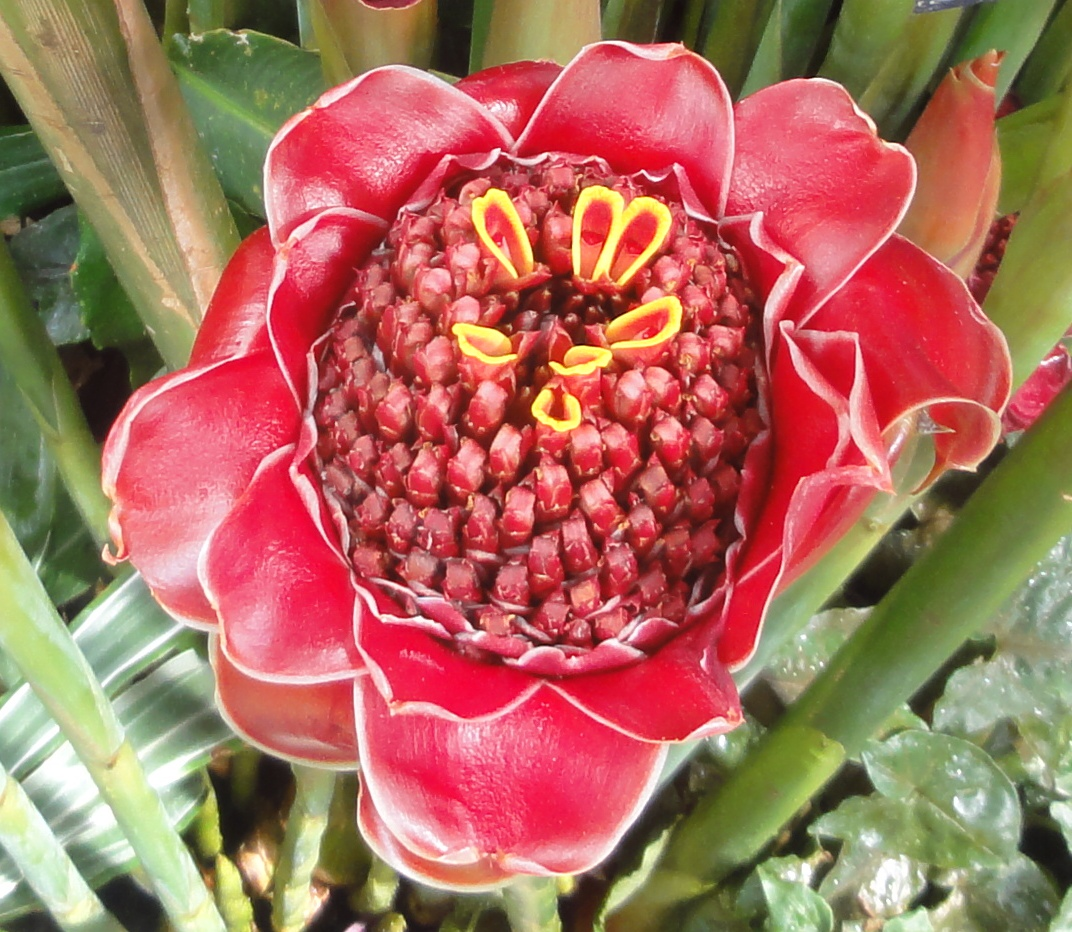
Blütenstand von oben

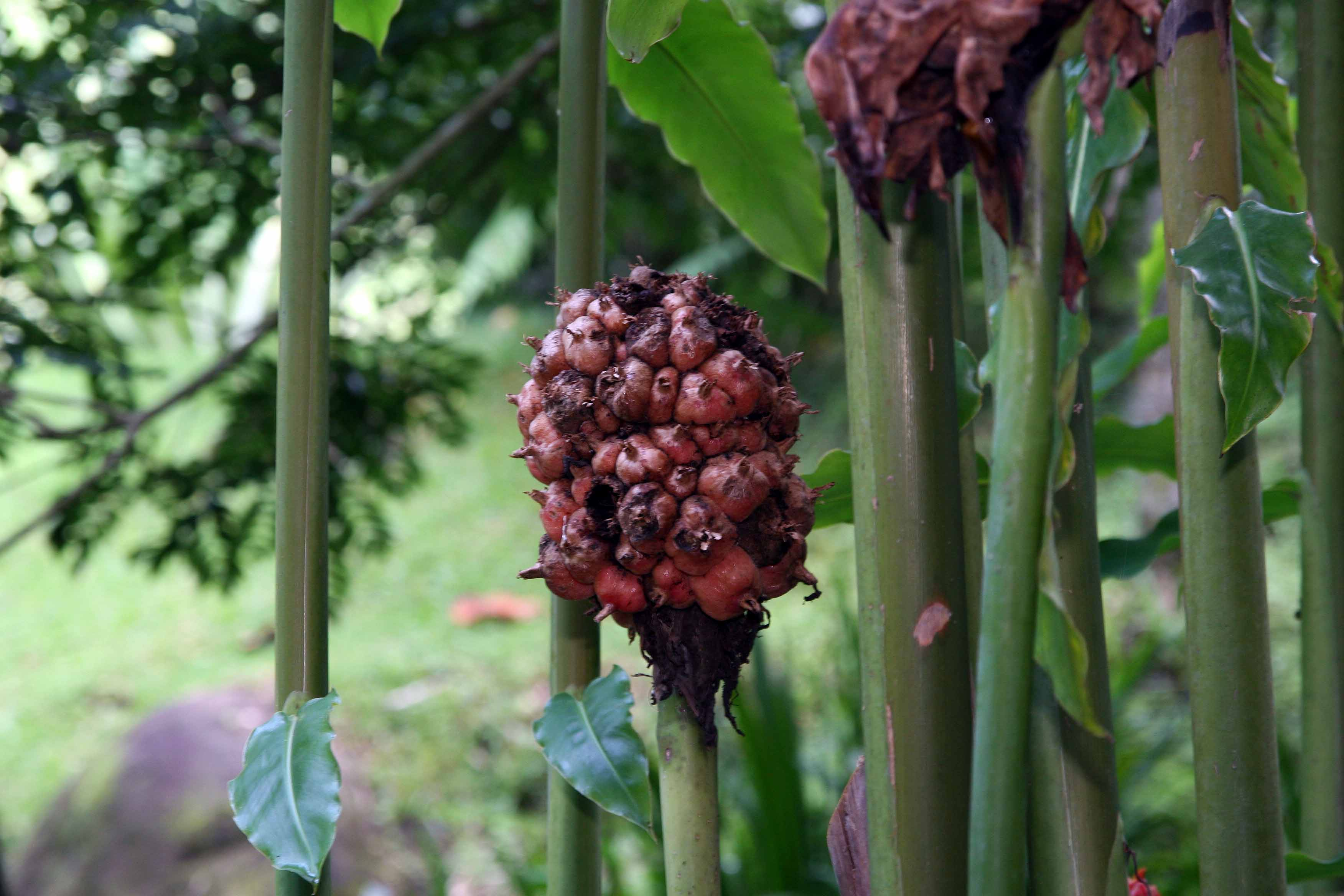
Fruchtstand

### Vegetative Merkmale
Der Fackel-Ingwer wächst als immergrüne, ausdauernde krautige Pflanze und erreicht Wuchshöhen von meist 4 bis 5, selten bis zu 6 Metern. Sie bildet aus kriechenden, dicken Rhizome als Überdauerungsorganen dichte Horste. Es werden meist robuste „Pseudostämme“ aus meist vielen Laubblättern gebildet.
Die großen Laubblätter sind in Blattscheide, Blattstiel und Blattspreite gegliedert. Die Blattscheide ist relativ lang. Die kahlen Blattschuppen (Ligulae) sind zweilappig und 0,8 bis 2 Zentimeter lang. Der Blattstiel ist 1 bis, meist3 bis 4 Zentimeter lang. Die einfache, kahle Blattspreite ist bei einer Länge von bis zu 80 oder 90 Zentimetern sowie einer Breite von bis zu 18 oder 20 Zentimetern lanzettlich oder breit-elliptisch.

### Generative Merkmale
Der kräftige, unbeblätterten Blütenstandsschaft erhebt sich mit einer Länge von 0,8 bis 1, selten bis zu 1,5 Metern deutlich über den Boden. Diese blühfähige Sprossachse blüht nur einmal und verwelkt nach der Samenbildung (Monokarpisch). Der endständige Blütenstand ist von roten, kahlen Involucralblättern umgeben, die 2 bis 3 Zentimeter lang sowie etwa 3 Zentimeter breit sind und zum oberen Ende hin spitz zulaufen. Die Tragblätter sind Involucralblättern ähnlich aber sind rosafarben und kleiner. Die Deckblätter sind bei einer Länge von 1,5 bis 2 Zentimetern röhrig verwachsen und auf einer Seite tief gespalten.
Die zwittrigen Blüten sind bei einer Länge von 4 bis 5 Zentimetern zygomorph und dreizählig. Die drei Kelchblätter sind 3 bis 4 Zentimeter lang und röhrig verwachsen; die Kelchröhre endet in drei Kelchzähnen. Die drei Kronblätter sind röhrig verwachsen. Die Blütenkrone ist rosafarben bis rot, manchmal weiß. Das Labellum ist tief-rot mit gelbem Rand. Es ist nur das mittlere Staubblatt des inneren Kreises ist fertil. Der Staubbeutel besitzt keine Anhängsel. Alle anderen, der ursprünglich sechs, Staubblätter sind zu Staminodien umgebildet oder fehlen. Der kurze, flache Staubfaden ist weißlich flaumig behaart. Der nach vorne gebeugte, rote Staubbeutel ist länger als der Staubfaden.
Der bei einem Durchmesser von 2 bis 3 Zentimetern kugelige Frucht ist bei Reife grünlich, gelblich oder rötlich und enthält viele Samen. Der Samen ist schwarz.

## Vorkommen
Das ursprüngliche Verbreitungsgebiet von Etlingera elatior ist das südliche Thailand, Indonesien sowie das westliche Malaysia.
Sie ist in vielen Gebieten in China sowie Südostasien verwildert und ein eingebürgerter Neophyt. Durch ihr schnelles Wachstum wird Etlingera elatior in vielen tropischen Gebieten als invasive Pflanzenart gewertet.
Etlingera elatior gedeiht am besten in Wäldern, aber auch an vielen anderen Standorten ist sie konkurrenzstark.

## Taxonomie
Die Erstbeschreibung von Alpinia elatior Jack erfolgte 1822 durch William Jack in Malayan Miscellanies, Band 2, Nummer 7, Seite 2–4. Die Neukombination zu Etlingera elatior (Jack) R.M.Sm. wurde 1986 durch Rosemary Margaret Smith in Notes from the Royal Botanic Garden, Edinburgh, Band 43, Nummer 2, Seite 244–245 veröffentlicht. Das Artepitheton elatior leitet sich vom lateinischen Wort elatus für „hoch“ ab. Weitere Synonyme für Etlingera elatior (Jack) R.M.Sm. sind: Achasma yunnanensis T.L. Wu & S.J.Chen, Alpinia acrostachya Steud., Alpinia diracodes Loes. nom. illeg., Alpinia javanica (Blume) D.Dietr. nom. illeg., Alpinia magnifica Roscoe, Alpinia speciosa (Blume) D.Dietr., Amomum magnificum (Roscoe) Benth. & Hook. f. ex B.D.Jacks., Amomum tridentatum (Kuntze) K.Schum., Bojeria magnifica (Roscoe) Raf., Cardamomum magnificum (Roscoe) Kuntze, Cardamomum speciosum (Blume) Kuntze, Cardamomum tridentatum Kuntze, Diracodes javanica Blume, Elettaria speciosa Blume, Geanthus speciosus Reinw. ex Blume nom. nud., Hornstedtia imperialis (Lindl.) Ridl., Nicolaia elatior (Jack) Horan., Nicolaia imperialis Horan., Nicolaia intermedia Valeton, Nicolaia magnifica (Roscoe) K.Schum. ex Valeton, Nicolaia speciosa (Blume) Horan., Phaeomeria imperialis Lindl., Phaeomeria magnifica (Roscoe) K.Schum., Phaeomeria speciosa (Blume) Koord., Etlingera elatior var. alba Todam & C.K.Lim, Etlingera elatior var. pileng Ongsakul & C.K.Lim.

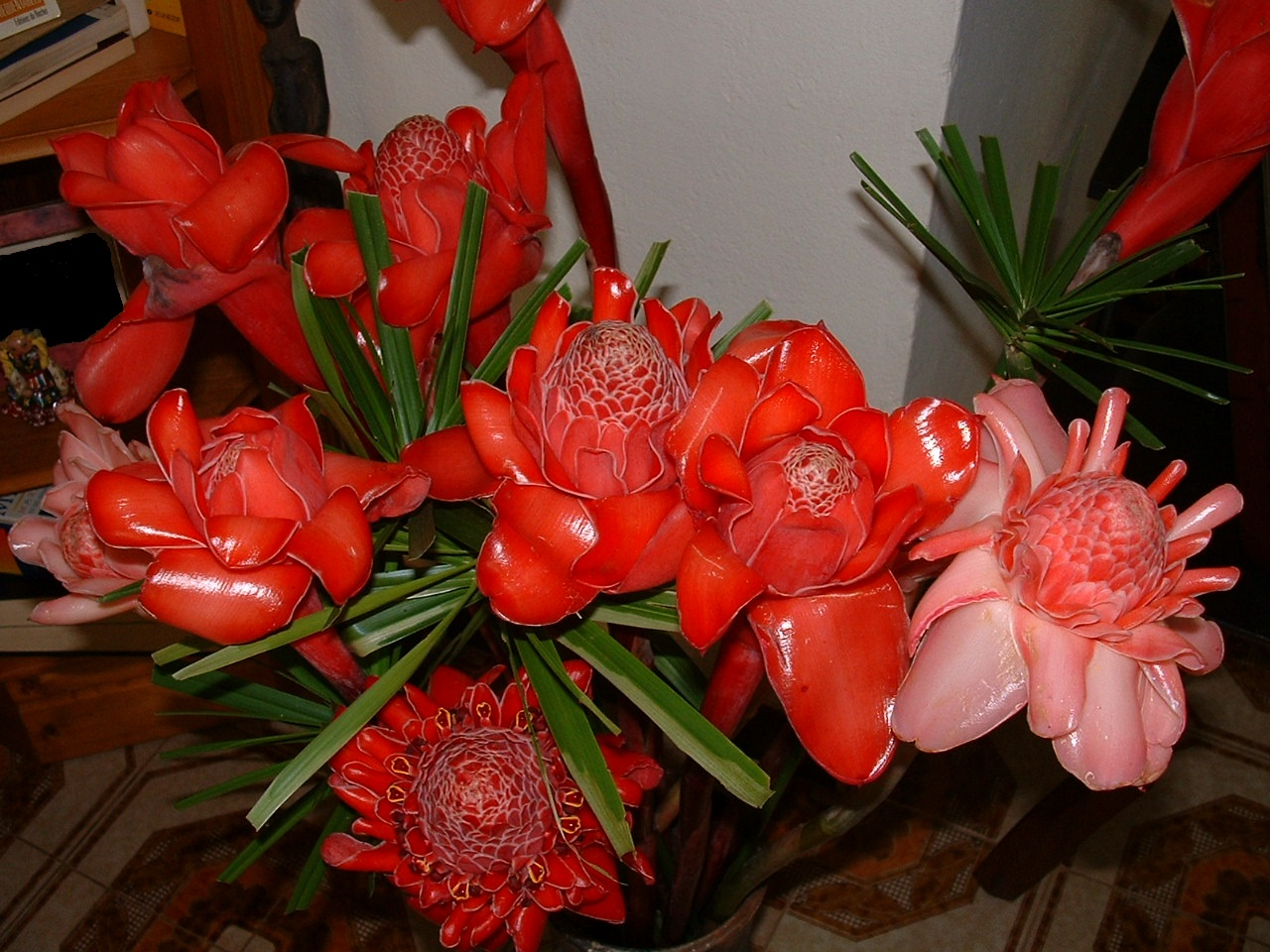
Verwendung als Schnittblume

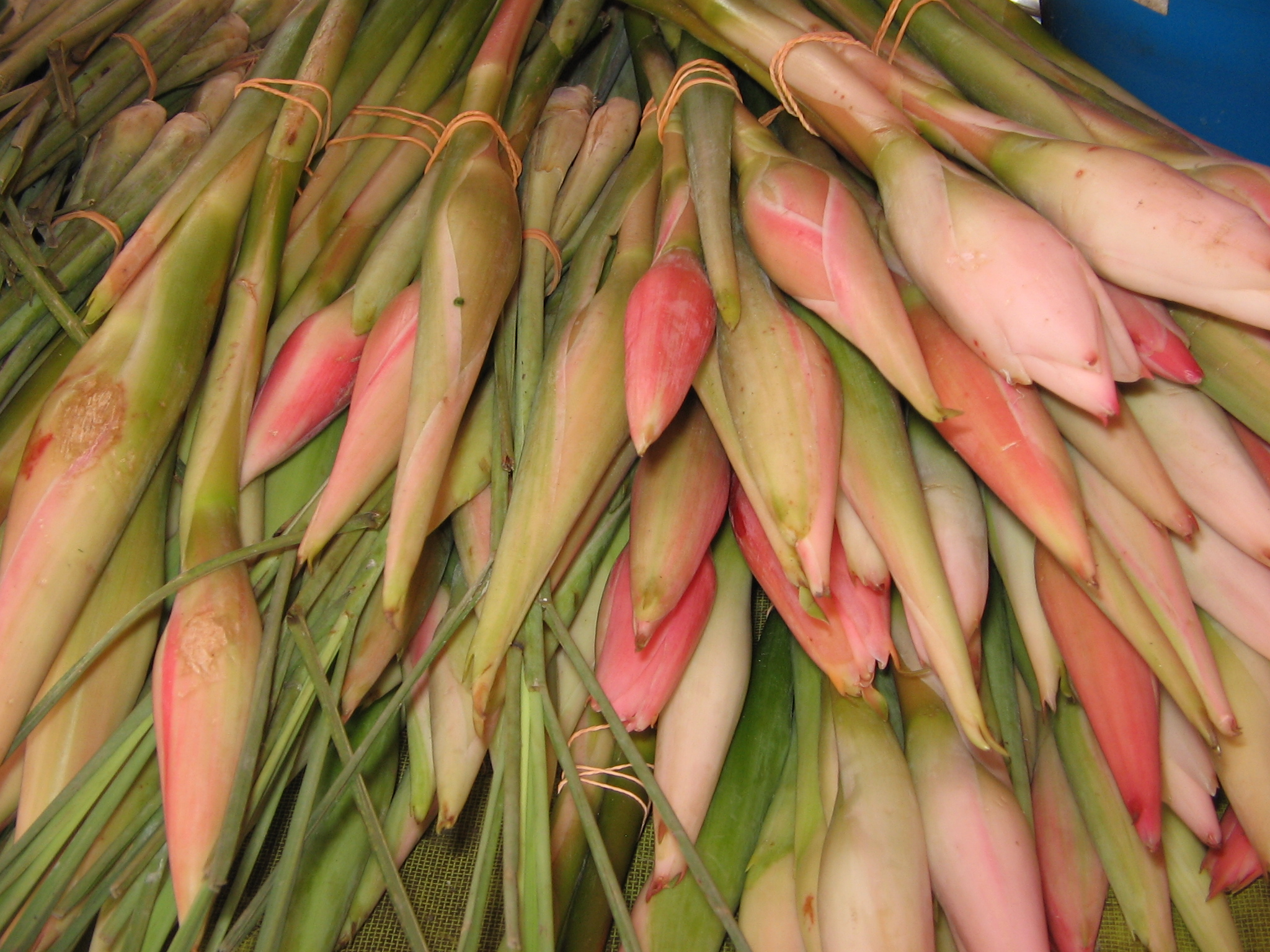
Geerntete knospige Blütenstände

## Nutzung
Etlingera elatior wird als Zierpflanze besonders in Südostasien, Australien sowie Hawaii kultiviert. Sie wird in den USDA-Klimazonen 10 bis 12 in tropischen Parks und Gärten verwendet. In den gemäßigten Gebieten wird sie in großen Schaugewächshäusern kultiviert. Die auffälligen rosafarbenen Blütenstände werden als Schnittblumen in dekorativen Arrangements verwendet.
Die medizinischen Wirkungen von Etlingera elatior wurden untersucht. Die Phytochemie der Laubblätter, Blütenstände und Rhizome wurde untersucht. Es werden antioxidative, antibakterielle, antifungale, zytotoxische, tyrosinaseinhibitorische und hepatoprotektive Wirkungen diskutiert.
Etlingera elatior wird als Nahrungsmittel und Gewürz verwendet.
Die knospigen Blütenstände und halbreife Fruchtstände werden lokal als Substitut (Ersatz) für Tamarinde als Gewürz in Curry verwendet.
Die Laubblätter werden mit Reis gekocht. Die Blütenstandsschäfte knospiger Blütenstände zerkleinert und zu Laksa, Curry oder Suppen mit Reisnudeln hinzugefügt. Die Früchte werden kandiert. Halbreife Früchte werden in Suppen und Eintöpfen gegessen. Reife Samen werden roh gegessen.
Die knospigen Blütenstände sind eine wichtige Zutat im Nonya-Gericht Laksa. In Nord-Sumatra (vor allem im Karo-Stamm) werden die knospigen Blütenstände für einen gedünsteten Fisch verwendet, der Arsik ikan mas (Szechuan-Pfeffer-gewürzter Karpfen) genannt wird. In Bali verwenden die Menschen den weißen Teil des unteren Teilstamms zum Kochen der Chili-Sauce „Sambal Bongkot“ und sie verwenden die knospigen Blütenstände, um die Chili-Sauce „Sambal Kecicang“ zuzubereiten.
Die Pseudostämme werden zu Matten verarbeitet. Es werden sehr feine Fasern aus den Blättern gewonnen.

## Trivialnamen
Trivialnamen in anderen Sprachen sind:
- Englisch: torch ginger, wax flower
- Spanisch: boca de dragón
- Chinesisch: 火炬姜 huo ju jiang
- Hawaiianisch: ‘awapuhi ko‘oko‘o
- Marquesanisch: eka, opuhi, pua vao
- Tahitianisch: ‘awapuhi, opuhi
- Malaiisch: kantan

## Weiterführende Literatur
- Askal Maimulyanti, Anton Restu Prihadi: Chemical composition, phytochemical and antioxidant activity from extract of Etlingera elatior flower from Indonesia. In: Journal of Pharmacognosy and Phytochemistry. Vol. 3, Issue 6, 2015, S. 233–238 (phytojournal.com [PDF; 365 kB]).